# Namenszauber
Ein Namenszauber ist eine spezifischere Form des Wortzaubers und ist eine magische Praktik, welche Personen mit Hilfe ihres Namens auf magische Weise zu beeinflussen versucht.
Zu diesem Zweck werden die Namen des „Opfers“ in Gesänge, Zaubersprüche, Erzählungen und ähnlichem eingefügt oder der Name wird während eines bestimmten Rituals schlicht ausgesprochen. Es ist auch möglich, dass an die betreffende Person nur in Wort und Bild gedacht wurde (Gedankenzauber).
Eine Nebenform ist die Anrufung der Namen mächtiger Ahnen und Götter, die die magische Wirkung des Zaubers verstärken sollten bzw. erst hervorriefen. 
In vielen Kulturen gibt es darum aus Furcht vor magischer Einflussnahme Geheimnamen, die nur Eingeweihte erfahren durften.
Eine generelle magische Namensvorstellung liegt der Namenswahl von Kindern und künftigen Herrschern zu Grunde. Bei heranwachsenden Kindern ging man davon aus, dass ein „falscher“ Name eine schädliche Wirkung haben könnte. Thronfolger erhielten häufig den Namen berühmter Vorgänger, in der Erwartung, sie würden an deren Ruhm partizipieren.